# Atletica leggera maschile ai Giochi della XXVIII Olimpiade
Ai Giochi della XXVIII Olimpiade di Atene 2004 sono stati assegnati 24 titoli nell'atletica leggera maschile.

## Calendario
| Gare   |              |              |          |            |              |                         |                         |                   |                   |          |    |    |
|        |              | 100 m        | 100 m    | 400 m ost. | 400 m ost.   |                         | 400 m ost.              | Staffetta 4x100 m | Staffetta 4x100 m |          | 24 |    |
|        | 400 m        | 400 m        |          | 400 m      | 200 m        | 200 m                   | 200 m                   | Staffetta 4x400 m | Staffetta 4x400 m |          | 24 |    |
|        | 1500 m       |              | 1500 m   |            | 1500 m       | 800 m                   | 800 m                   |                   | 800 m             |          | 24 |    |
|        |              |              |          |            | 110 m ost.   | 110 m ost.              | 110 m ost.              | 110 m ost.        |                   |          | 24 |    |
|        | 10.000 m     | 3000 m siepi |          | 10.000 m   | 3000 m siepi | 5000 m                  |                         |                   | 5000 m            |          | 24 |    |
|        | Marcia 20 km |              |          |            |              |                         |                         | Marcia 50 km      |                   | Maratona | 24 |    |
|        | Alto         |              | Alto     |            |              | Asta                    |                         | Asta              |                   |          | 24 |    |
| Peso   | Triplo       |              | Triplo   |            | Lungo        |                         | Lungo                   |                   |                   |          | 24 |    |
|        | Martello     | Disco        | Martello | Disco      |              |                         | Giavellotto             |                   | Giavellotto       |          | 24 |    |
|        |              |              |          |            |              | Decathlon (1ª giornata) | Decathlon (2ª giornata) |                   |                   |          | 24 |    |
|        |              |              |          |            |              |                         |                         |                   |                   |          |    |    |
| Titoli | 1            | 1            | -        | 4          | 3            | 2                       | -                       | 4                 | 3                 | 5        | 1  | 24 |

|  | Qualificazioni |  | Finali |

Il getto del peso si disputa nella suggestiva cornice del sito archeologico di Olimpia, nei pressi dell'antico stadio. Per dare maggior risonanza all'evento, esso si svolge mercoledì 18, ovvero due giorni prima l'inizio delle gare su pista.

Non c'è più il giorno di pausa: le gare sono distribuite lungo dieci giorni senza soluzione di continuità.
Cosa cambia? Nei 200 metri i quattro turni erano sempre stati concentrati in due giorni. Ora invece sono distribuiti su tre. Addirittura nei 110 ostacoli ogni turno si disputa in un giorno diverso, per cui la competizione passa da due a quattro giornate!
La giornata del martedì è celebrata con le finali di 1500 metri e 3000 siepi. In compenso, il giorno dopo non si assegna alcun titolo (chissà perché).
Nei 400 metri (piani e ad ostacoli) si ragiona in modo diverso: i Quarti di finale sono eliminati, quindi i turni scendono da quattro a tre (dalle batterie si passa direttamente alle semifinali). Le giornate di gara sono tre, ma viene inserito un giorno di riposo, per cui la gara dura quattro giorni.
Nelle ultime tre edizioni dei Giochi gli 800 metri erano stati sovrapposti ai 1500: errore evidente. Ad Atene gli 800 metri sono spostati nella seconda parte del programma. Nei primi giorni invece si disputano i 1500, così gli atleti possono di nuovo cimentarsi in entrambe le competizioni.
I 10.000 metri si disputano in data unica (finale diretta). Non accadeva da Messico 1968.
Escluso il Getto del peso (citato in apertura) tutti i concorsi durano tre giorni, secondo questo schema: qualificazioni+riposo+finale.

## Nuovi record
Il record mondiale è, per definizione, anche record olimpico.
| Nuovo record mondiale in       | 1 specialità: | 110 m hs.                                                 |
| Nuovo record olimpico in altre | 4 specialità: | 10.000 m, salto con l'asta, lancio del disco e decathlon. |

## Risultati delle gare
| Specialità | Oro                                                                                            | Risultato | Argento                                                                           | Risultato | Bronzo                                                         | Risultato | Dettagli            |
| --- | ---------------------------------------------------------------------------------------------- | --------- | --------------------------------------------------------------------------------- | --------- | -------------------------------------------------------------- | --------- | ------------------- |
| 100 m | Justin Gatlin                                                                                  | 9"85      | Francis Obikwelu                                                                  | 9"86      | Maurice Greene                                                 | 9"87      | Classifica completa |
| 200 m | Shawn Crawford                                                                                 | 19"79     | Bernard Williams                                                                  | 20"01     | Justin Gatlin                                                  | 20"03     | Classifica completa |
| 400 m | Jeremy Wariner                                                                                 | 44"00     | Otis Harris                                                                       | 44"16     | Derrick Brew                                                   | 44"42     | Classifica completa |
| 800 m | Jurij Borzakovskij                                                                             | 1'44"45   | Mbulaeni Mulaudzi                                                                 | 1'44"61   | Wilson Kipketer                                                | 1'44"65   | Classifica completa |
| 1.500 m | Hicham El Guerrouj                                                                             | 3'34"18   | Bernard Lagat                                                                     | 3'34"30   | Rui Silva                                                      | 3'34"68   | Classifica completa |
| 5.000 m | Hicham El Guerrouj                                                                             | 13'14"39  | Kenenisa Bekele                                                                   | 13'14"59  | Eliud Kipchoge                                                 | 13'15"10  | Classifica completa |
| 10.000 m | Kenenisa Bekele                                                                                | 27'05"10  | Sileshi Sihine                                                                    | 27'09"39  | Zersenay Tadese                                                | 27'22"57  | Classifica completa |
| 3.000 m siepi | Ezekiel Kemboi                                                                                 | 8'05"81   | Brimin Kipruto                                                                    | 8'06"11   | Paul Kipsiele Koech                                            | 8'06"64   | Classifica completa |
| 110 m ostacoli | Liu Xiang                                                                                      | 12"91     | Terrence Trammell                                                                 | 13"18     | Anier García                                                   | 13"20     | Classifica completa |
| 400 m ostacoli | Félix Sánchez                                                                                  | 47"63     | Danny McFarlane                                                                   | 48"11     | Naman Keïta                                                    | 48"26     | Classifica completa |
| Maratona | Stefano Baldini                                                                                | 2h10'55"  | Mebrahtom Keflezighi                                                              | 2h11'29"  | Vanderlei de Lima                                              | 2h12'11"  | Classifica completa |
| Marcia 20 km | Ivano Brugnetti                                                                                | 1h19'40"  | Francisco Javier Fernández                                                        | 1h19'45"  | Nathan Deakes                                                  | 1h20'02"  | Classifica completa |
| Marcia 50 km | Robert Korzeniowski                                                                            | 3h38'46"  | Denis Nižegorodov                                                                 | 3h42'50"  | Aleksej Voevodin                                               | 3h43'34"  | Classifica completa |
| Salto in alto | Stefan Holm                                                                                    | 2,36 m    | Matt Hemingway                                                                    | 2,34 m    | Jaroslav Bába                                                  | 2,34 m    | Classifica completa |
| Salto con l'asta | Tim Mack                                                                                       | 5,95 m    | Toby Stevenson                                                                    | 5,90 m    | Giuseppe Gibilisco                                             | 5,85 m    | Classifica completa |
| Salto in lungo | Dwight Phillips                                                                                | 8,59 m    | John Moffitt                                                                      | 8,47 m    | Joan Lino Martínez                                             | 8,32 m    | Classifica completa |
| Salto triplo | Christian Olsson                                                                               | 17,79 m   | Marian Oprea                                                                      | 17,55 m   | Danil Burkenya                                                 | 17,48 m   | Classifica completa |
| Getto del peso | Adam Nelson                                                                                    | 21,16 m   | Joachim Olsen                                                                     | 21,07 m   | Manuel Martínez                                                | 20,84 m   | Classifica completa |
| Lancio del disco | Virgilijus Alekna                                                                              | 69,89 m   | Zoltán Kővágó                                                                     | 67,04 m   | Aleksander Tammert                                             | 66,66 m   | Classifica completa |
| Lancio del martello | Kōji Murofushi                                                                                 | 82,91 m   | Non assegnato                                                                     |           | Non assegnato                                                  |           | Classifica completa |
| Lancio del giavellotto | Andreas Thorkildsen                                                                            | 86,50 m   | Vadims Vasiļevskis                                                                | 84,95 m   | Sergej Makarov                                                 | 84,74 m   | Classifica completa |
| Decathlon | Roman Šebrle                                                                                   | 8.893 p.  | Bryan Clay                                                                        | 8.820 p.  | Dmitrij Karpov                                                 | 8.725 p.  | Classifica completa |
| Staffetta 4×100 m | Gran Bretagna Jason Gardener Darren Campbell Marlon Devonish Mark Lewis-Francis                | 38"07     | Stati Uniti Shawn Crawford Justin Gatlin Coby Miller Maurice Greene Darvis Patton | 38"08     | Nigeria Olusoji Fasuba Uchenna Emedolu Aaron Egbele Deji Aliu  | 38"23     | Classifica completa |
| Staffetta 4×400 m | Stati Uniti Otis Harris Derrick Brew Jeremy Wariner Darold Williamson Andrew Rock Kelly Willie | 2'55"91   | Australia John Steffensen Mark Ormrod Patrick Dwyer Clinton Hill                  | 3'00"60   | Nigeria James Godday Musa Audu Saul Weigopwa Enefiok Udo-Obong | 3'00"90   | Classifica completa |
| record mondiale; record olimpico; record mondiale stagionale; record africano; record asiatico; record europeo; record nord-centroamericano e caraibico; record sudamericano; record oceaniano; record nazionale; record personale; record personale stagionale. |                                                                                                |           |                                                                                   |           |                                                                |           |                     |

Statistiche
Dei 21 olimpionici vincitori delle gare individuali di Sydney (Robert Korzeniowski trionfò su entrambe le gare di marcia), solo quattro hanno lasciato l'attività agonistica. In più altri quattro, tra statunitensi, kenyoti e russi, non si sono qualificati; due sono assenti e uno è infortunato. Dei rimanenti dieci campioni olimpici, solo due riescono a confermarsi: lo stesso Korzeniowski, che segna una storica tripletta nella 50 km di marcia, e Virgilijus Alekna nel lancio del disco. 

Sono solo tre i primatisti mondiali che vincono la loro gara ad Atene: Hicham El Guerrouj (1500 metri), Kenenisa Bekele (10.000) e Roman Šebrle 
(Decathlon).

Nel 2003 si sono tenuti a Saint-Denis (Francia) i Campionati mondiali di atletica leggera. Dei 22 campioni di gare individuali diciannove si presentano ad Atene per tentare l'abbinamento con l'oro olimpico. Solo cinque vi riescono: El Guerrouj, Bekele, Korzeniowski, Félix Sánchez (400 ostacoli), Dwight Phillips (Salto in lungo), Christian Olsson (Triplo) e Alekna. Solo Phillips ed Olsson migliorano la propria prestazione rispetto all'anno precedente.

Nessun atleta si presenta nella doppia veste di campione olimpico in carica e di primatista mondiale.
Sono ben 22 gli atleti di categoria Junior che si qualificano ai Giochi. Nove riescono ad arrivare in finale. Il migliore è il kenyota Brimin Kipruto, che vince la medaglia di Bronzo nei 3000 metri siepi. Viene eliminato nelle batterie dei 200 metri il giamaicano Usain Bolt, all'inizio della sua straordinaria carriera.